# Bjuv
Bjuv är en tätort och centralort i Bjuvs kommun i Skåne län. Bjuv ligger öster om Helsingborg. 

## Historik
Samhället växte snabbt under sent 1800-tal som en gruvort och när Hälsingborg–Hässleholms Järnväg öppnades 1875 fick Bjuv järnvägsförbindelser som kunde transportera den bräckliga stenkolen. Senare byggdes även järnväg till Billesholm, för att nå den livligt trafikerade Västkustbanan.
Det första gruvschaktet öppnades på 1870-talet och den sista kolgruvan stängdes 1979. I dag är kommunens gruvmuseum inrymt här. Dessutom kan man se spåren efter gruvorna, som sträcker sig under stora delar av Bjuv. På en del ställen syns det i husgrunder som spruckit, eller i olyckliga fall gruvgångar som rasat in, vilket dock inte är vanligt förekommande.

### Gruvorna
Det har funnits sex stycken gruvschakt i Bjuv.
- Schakt 1, sänkt 1873 och i drift till 1904. Efter 1904 använt som ventilationsschakt.
- Schakt 2, sänkt 1872. Ventilationsschakt till 1905 och uppfordringsschakt 1905-1930.
- Schakt 3, sänkt 1894 och i drift till 1979. Detta schakt benämndes även Greve Strömfelts schakt. Schakt 3 var det schakt som var i drift under längst tid inom hela kolfältet.
- Schakt Tibbarp, 1931-1942. Enbart personbefordran.
- Schakt Olstorp, 1942-1968. Enbart personbefordran.
- Schakt Bjuvstorp, 1942-1946. Endast personbefordran.

I Schakt tres före detta maskinrum finns idag ett museum som visar upp hur det såg ut på den tid det begav sig. Här finns bland annat en modell av en gruvort och en lägenhet med tidstypiska möbler och redskap som fanns i ett gruvarbetarhem på nittonhundratalets början. Museet har öppet under sommarmånaderna. Ett liknande museum finns vid Nyvångs före detta gruva, och det har också öppet under sommarmånaderna.

### Livsmedelsindustrin
Konservindustrin blev allt viktigare för Bjuv under 1900-talet. Skånska Fruktvin & Likörfabriken AB grundades 1903. Den köptes av Marabou 1941 och bytte namn till konservfabriken Findus, en sammandragning av FruktINDUStri. År 1945 lanserades de första djupfrysta produkterna.

### Administrativa tillhörigheter
Bjuv var och är kyrkby i Bjuvs socken och ingick i Bjuvs landskommun. 25 september 1891 inrättades Bjuvs municipalsamhälle i landskommunen som omfattade orten. 1946 bildades Bjuvs köping som en ombildning av landskommunen och municipalsamhället och i vilken sedan ortens bebyggelse omfattade en mindre del av köpingens yta. Köpingen utökades 1952 med en del av Norra Vrams socken/landskommun och uppgick 1971 i Bjuvs kommun, där Bjuv sedan dess är centralort.
Bjuv har hört och hör till Bjuvs församling med en mindre del i Norra Vrams församling.
Orten ingick till 1971 i Luggude tingslag och ingår därefter i Helsingborgs domsaga.

### Befolkningsutveckling
| Befolkningsutvecklingen i Bjuv 1900–2020 | Befolkningsutvecklingen i Bjuv 1900–2020 | Befolkningsutvecklingen i Bjuv 1900–2020 | Befolkningsutvecklingen i Bjuv 1900–2020 | Befolkningsutvecklingen i Bjuv 1900–2020 |
| --- | ---------------------------------------- | ---------------------------------------- | ---------------------------------------- | ---------------------------------------- |
| |                                          |                                          |                                          |                                          |
| År |                                          |                                          | Folkmängd                                | Areal (ha)                               |
| 1900 | 1900                                     |                                          | 2 476                                    | †                                        |
| 1960 | 1960                                     |                                          | 3 221                                    |                                          |
| 1965 | 1965                                     |                                          | 4 617                                    |                                          |
| 1970 | 1970                                     |                                          | 5 917                                    |                                          |
| 1975 | 1975                                     |                                          | 6 800                                    |                                          |
| 1980 | 1980                                     |                                          | 6 931                                    |                                          |
| 1990 | 1990                                     |                                          | 6 627                                    | 512                                      |
| 1995 | 1995                                     |                                          | 6 591                                    | 525                                      |
| 2000 | 2000                                     |                                          | 6 228                                    | 535                                      |
| 2005 | 2005                                     |                                          | 6 348                                    | 528                                      |
| 2010 | 2010                                     |                                          | 6 832                                    | 544                                      |
| 2015 | 2015                                     |                                          | 10 602                                   | 1 024                                    |
| 2018 | 2018                                     |                                          | 10 660                                   | 967                                      |
| 2020 | 2020                                     |                                          | 10 911                                   | 954                                      |
| Anm.: Sammanvuxen med Olstorp 1965. Sammanvuxen med Billesholm, Gunnarstorp (utbruten 2018) och Södra Vrams fälad 2015, och gavs då namnet Bjuv av SCB. † Befolkning runt ett municipalsamhälle 1900. |                                          |                                          |                                          |                                          |

## Samhället
På den tiden som stenkolsgruvorna i Bjuv var igång, byggdes det tjänstebostäder till dem som var anställda i bolaget (Höganäs-Billesholms AB, som var ägare till gruvorna). Bebyggelsen på "Platsen" började byggas på 1870-talet och bebyggelsen i kvarteret Freden (namn efter krigsslutet, första världskriget) byggdes 1918. Livsmedelsindustrierna byggde också bostäder åt sina anställda.
I Bjuv finns Bjuvs kyrka samt butiker, tandläkare/tandhygienist, apotek, systembolag, restauranger och kaféer.

## Kommunikationer
Bjuvs järnvägsstation ligger på Skånebanan och stationen trafikeras av Pågatågen mellan Helsingborg och Hässleholm. 
Bjuv ligger 15–20 minuters bilfärd från Helsingborg, 15 minuter från närmaste på/avfart längs E6:an och 10 minuter från närmaste på/avfart längs E4:an. 
Till Bjuv går det även regionbussar. Regionbusslinje 250 med slutdestination Helsingborg på ena hållet och slutdestination Ekeby på andra hållet. Regionbusslinje 251 Helsingborg – Påarp – Mörarp - Bjuv – Billesholm - går en gång per natt till lördag och till söndag.

## Näringsliv
År 2021 fanns det 670 företag i Bjuvs kommun. Antalet sysselsatta uppgick till cirka 5 500 personer (2021). Tillverknings- och byggindustrin står för cirka 40 procent av alla arbetstillfällen i kommunen. Länge var kommunens största arbetsgivare Findus Sverige AB, med produktion av frysta färdigrätter och frysta ärtor. Barnmat och konserver var också en stor del av tillverkningen. Produktionen i Bjuv upphörde 2017. Den största privata arbetsgivaren år 2021 var det kommunala bolaget Omsorg i Bjuv AB.

### Handel
I tätorten förekommer handel bland annat längs med Norra Storgatan och Södra Storgatan. Enligt SCB:s avgränsning av handelsområden finns ett handelsområde i Bjuv med koden H1260001 med fem arbetsställen. Det omfattar bland annat Coop och Apoteket vid Norra Storgatan. Vid Södra Storgatan finns ortens Ica Supermarket, som tidigare hette All-Livs.
Etableringarna av City Gross, Ica Maxi och Familia Köpcentrum från 1993 och framåt i närbelägna Hyllinge har lett till hårdnande konkurrens för butikerna inne i Bjuv och har angivits som bidragande orsak när butiker i orten lagt ner.
Bjuv hade tidigare en egen konsumentförening som hette Kronan. Den grundades den 24 april 1897 som Föreningen Kronan i Bjuf, konsumtionsförening utan personlig ansvarighet. Då fanns i Bjuv redan en några år äldre konsumtionsförening, nämligen Bjufs konsumtionsförening som grundats 1894. Denna gick i konkurs 1902 och verksamheten övertogs av Kronan. Föreningen öppnade en filial i Gunnarstorp den 22 juni 1918. År 1955 ändrades namnet till Föreningen Kronan, Bjuv, ekonomisk förening. År 1964 fusionerade Kronan med Kooperativa föreningen Svea i Helsingborg. Svea uppgick i sin tur snart i Solidar.
Bjuvs tidigare kooperativa butik, Konsum, lade ner i mars 2002. I augusti 2002 öppnade istället Willys Hemma i Konsums gamla lokaler på Norra Storgatan 20 i Bjuv. Den lade ner i januari 2005. I maj 2008 öppnade Netto i lokalen där Willys tidigare låg. Netto gjordes om till en Coop den 20 mars 2020 efter att de köpt kedjan. Därmed finns det åter en kooperativ livsmedelsbutik i byggnaden.

### Bankväsende
Bjuvs sparbank grundades 1884 och var en fristående sparbank fram till år 1980 när den uppgick i Sparbanken Västra Skåne, senare en del av Swedbank.
Den kortlivade Köpmannabanken hade ett kontor i Bjuv som togs över av Skånska banken år 1921. Skånska banken fortsatte driva kontoret i Bjuv fram till 1977 när kontoret överläts till Skandinaviska Enskilda Banken som därmed etablerade sig på orten.
SEB lade ner sitt kontor i Bjuv den 27 juni 2008. Den 27 december 2019 stängde även Swedbank och Bjuv kom att stå utan bankkontor.

## Kända personer från Bjuv
Se även Personer från Bjuv
- Anna Anka, tidigare Åberg, uppväxt i orten. [37]
- Per Holmkvist, komiker som ofta pratar om sin uppväxt i Bjuv i sina föreställningar. [37]
- Pelle Ossler, musiker, tidigare medlem i Wilmer X, uppväxt i orten. [37]
- Marie Plosjö, svensk fotomodell och dokusåpadeltagare, numera konstnär[38] uppväxt i orten.
- Daniel Andersson (målvakt, Helsingborgs IF), uppväxt i orten.[37]
- Göran Hagberg landslagsmålvakt, uppväxt i orten. [37].
- Henrik Quist, innebandyspelare, uppväxt i orten.[37]
- Julia Henriksson, sprintlöpare